# Jean Davy du Perron
Pour les articles homonymes, voir Perron et Davy.
Jean Davy du Perron, né vers 1565 à Vire et mort à Montauban le 24 octobre 1621, est un ecclésiastique qui fut coadjuteur de son frère Jacques Davy du Perron, puis archevêque de Sens de 1618 à 1621.

## Biographie
Jean Davy du Perron est issu d'une famille originaire de Basse-Normandie. Il est le fils de Julien Davy du Perron et d'Ursine Le Cointe et le frère ainé du cardinal Jacques Davy du Perron, évêque d'Évreux puis archevêque de Sens.
Le 18 décembre 1617, le cardinal Jacques Davy du Perron obtient du roi que son frère lui soit adjoint comme coadjuteur. Il est nommé le même jour archevêque titulaire d'Héraclée (de) et consacré par son frère le 22 juillet 1618. Le cardinal meurt le 5 septembre suivant et Jean Davy du Perron lui succède régulièrement comme archevêque de Sens. Il est également pourvu en commende comme son frère de l'abbaye de Lyre. Le nouveau prélat installe à Sens en 1620 les franciscains du Tiers-ordre et fait appel aux Barnabites pour ouvrir un collège à Montargis. Comme son défunt frère, Jean Davy du Perron est lui aussi un homme de confiance du cardinal de Richelieu et il meurt de maladie dès le 24 octobre 1621 pendant le siège de la place forte protestante de Montauban alors qu'il avait rejoint l'armée royale de Louis XIII. Son corps est rapporté à Sens et il est inhumé dans la cathédrale de Sens dans le même tombeau que son frère. Leur neveu, futur évêque d'Évreux, Jacques Le Noël du Perron lui succède comme commendataire de l'abbaye de Lyre.